# 斜管虫病
斜管虫病（Chilodonelloza）是一種主要由鲤斜管虫（Chilodonella cyprini）和六点斜管虫（Chilodonella hexasticha，又名心形蟲）這兩種斜管虫科斜管虫属物種引起，可令鱼类在鳃和皮膚的海洋體外寄生蟲疾病。这两种寄生虫屬於动基片纲管口亞綱的纤毛虫，寄生于许多鱼类的鳃和皮肤上。一般流行于春、秋季节，在池塘养殖不利的环境条件下，自由生活的纤毛虫，例如Chilodonella cucullanus和钩状斜管虫（Chilodonella uncinata）可能会在歐洲鯉上定居。
受感染的鱼会急燥不安，逐渐失去食欲，并经常在鱼缸中的基质、魚網的網壁或其他物体上摩擦身体。当大规模入侵发生时，它们有时会跳出水面。鱼鳍也“粘在一起”，外部覆盖物上出现一层白蓝色的涂层。
在治疗中，使用药液浴来去除寄生虫，例如：灭虫精、硫酸铜、硫酸亚铁，高锰酸钾、福爾馬林等浸洗15～30分钟。如果入侵程度较小且鱼的状况良好，则使用高浓度药剂溶液进行短时间浴。受到大规模入侵影响的鱼通常会变得虚弱，因此在这种情况下不建议使用过高浓度的化学药品，而只能限制自己进行长期沐浴。治疗之前，最好先给鱼喂食高品质的天然食物来增强鱼的体质。此外，由於斜管虫的最适繁殖温度为12～18℃，如果这些鱼喜温暖，您可以在操作前将水温升高到 30-32°C，可使大部分寄生虫死亡。